# Campbells dwerghamster
De Campbells dwerghamster (Cricetiscus campbelli) is een zoogdiersoort die behoort tot de onderfamilie van de hamsters (Cricetinae). De eerste beschrijving werd in 1905 onder de wetenschappelijke naam Cricetulus campbelli gepubliceerd door Oldfield Thomas. De naam verwijst naar Charles William Campbell, die de soort in 1902 verzamelde in het noordoosten van Mongolië.

## Leefwijze
Campbells dwerghamsters zijn vooral in de schemering actief. Overdag slapen ze meestal in hun zelfgegraven hol. Campbells dwerghamsters leven in kleine groepjes. Hun reukzin is uitstekend en ze herkennen elkaar aan de geur. Het gezichtsvermogen en het gehoor zijn minder goed ontwikkeld.

## Voortplanting
De Campbells dwerghamster is een van de weinige hamstersoorten die enigszins monogaam leeft. Een eenmaal gevormd paartje blijft doorgaans bijeen en verzorgt samen de jongen. Gedomesticeerde dieren zijn geslachtsrijp op een leeftijd van ongeveer zes weken. De draagtijd ligt rond de 18 dagen, waarna de jongen geheel naakt en blind ter wereld komen. De gemiddelde worp is vijf jongen van elk ongeveer twee gram. Na ongeveer twee weken zijn ze al behaard, zijn de ogen open en eten ze al wat vast voedsel. Campbells dwerghamsters worden drie tot 5 jaar oud.

## Verwantschap
Campbells dwerghamsters zijn nauw verwant aan de Russische dwerghamster (Cricetiscus sungorus). Men heeft zelfs een tijdje gedacht dat het om een en dezelfde soort ging, omdat de dieren evenveel chromosomen hebben en onderling bastaarden kunnen vormen. In de natuur overlappen hun leefgebieden elkaar niet. Hoewel het aantal chromosomen gelijk is, zijn er toch genetische verschillen tussen beide soorten aangetoond. Ook uiterlijk zijn er verschillen. De Campbells dwerghamster heeft behaarde voetzolen, terwijl die van de Russische dwerghamster kaal zijn. De donkere streep over de schouder en de streep over de rug zijn bij de Campbells dwerghamster breder maar minder scherp begrensd dan bij de verwante soort. Bovendien zijn de oren veel kleiner.

## Verspreiding
Deze hamstersoort komt voor in Noord-Mongolië, Noord-China, Mantsjoerije, Altaj en Toeva.

## Als huisdier
Net als de Russische dwerghamster wordt de Campbells dwerghamster wel als huisdier gehouden. Over het algemeen zijn Campbells dwerghamsters sterker dan een Russische dwerghamster, hoewel die twee soorten familie zijn.